# 文溯阁
文溯阁（穆麟德轉寫：šu songkon asari）位于中国辽宁省沈阳市沈阳故宫之西。

## 历史
清乾隆四十七年（公元1782年）兴建。它是清代为珍藏《四库全书》而建的七大藏书阁之一，也是内廷四阁其中的一座。